# Miltonia lamarckeana
Miltonia lamarckeana är en orkidéart som beskrevs av Heinrich Gustav Reichenbach. Miltonia lamarckeana ingår i släktet Miltonia och familjen orkidéer. Inga underarter finns listade i Catalogue of Life.